# Fakó szürkebegy
A fakó szürkebegy (Prunella fulvescens) a madarak osztályának verébalakúak (Passeriformes) rendjébe és a szürkebegyfélék (Prunellidae) családjába tartozó faj.
A magyar név forrással nincs megerősítve.

## Rendszerezése
A fajt Nikolai Severtzov orosz ornitológus írta le 1873-ban, az Accentor nembe Accentor fulvescens néven.

## Alfajai
- Prunella fulvescens dahurica (Taczanowski, 1874)
- Prunella fulvescens dresseri Hartert, 1910
- Prunella fulvescens fulvescens (Severtzov, 1873)
- Prunella fulvescens khamensis Sushkin, 1925
- Prunella fulvescens nanshanica Sushkin, 1925[2]

## Előfordulása
Afganisztán, Kína, India, Kazahsztán, Kirgizisztán, Mongólia, Nepál, Pakisztán, Oroszország, Tádzsikisztán, Türkmenisztán és Üzbegisztán területén honos. 
Természetes élőhelyei a mérsékelt övi hegyi erdők és magaslati cserjések. Állandó, nem vonuló faj.

## Megjelenése
Testhossza 15 centiméter.

## Természetvédelmi helyzete
Az elterjedési területe rendkívül nagy, egyedszáma pedig stabil. A Természetvédelmi Világszövetség Vörös listáján nem fenyegetett fajként szerepel.